# Десант на мис Пікшуєв
Десант на мис Пікшуєв — розвідувально-диверсійна операція, здійснена силами радянського Північного флоту задля ліквідації німецького опорного пункту; здійснено в часі оборони Заполяр'я.

## Планування та підготовка до операції
З метою запобігання радянських перевезень в Мотовській затоці — постачань вантажів від союзників по ленд-лізу до порту Мурманська та блокування виходу в море кораблів Північного флоту керівництво німецької 20-ї гірської армії (генерал-полковник Едуард Дітль) розгортає на південному узбережжі Баренцового моря мережу укріплених опорних і спостережних точок й артилерійських батарей. Одним з найбільш укріплених був пункт на мисі Пікшуєв — досить потужний оборонний вузол, що складався з 3 частин, що були підготовані до довготривалої оборони. Оборонні споруди було зведено з каменю та бетону, численні кулеметні точки облаштовані як доти, сам оборонний вузол входив до єдиної системи оборони на узбережжі та був прикритий перехресним вогнем кількох нацистських батарей. До складу німецького гарнізону опорного пункту мису Пікшуєв входила посилена рота гірських єгерів та батарея з чотирьох 75-мм гармат та 10 мінометів.
Керівництво радянського Північного оборонного району за сприяння штабу Північного флоту підготувало план операції по знищенню опорного пункту Пікшуєв, захопленні полонених та виведенні з бойової придатності усієї німецької оборонної системи на узбережжі. Операція готувалася ретельно, підготовка зайняла декілька тижнів.
Загін, виділений для десантування, нараховував 326 бійці — розвідувальна рота та рота 12-ї окремої бригади морської піхоти, взвод снайперів, 2 групи офіцерів-коректувальників артилерійського вогню; командиром десантного загону був майор А. П. Боровиков.
Десантування мало відбутися в двох місцях, приблизно рівні по чисельності десантні загони мали вийти з двох сторін у тил німецького опорного пункту та, з'єднавшись, провести спільну атаку.
На випадок непередбачуваних випадків в резерві було зосереджено роту для охорони десанту. Для вогневої підтримки групі десанту виділено 3 берегові 152-мм батареї 104-го гарматно-артилерійського полку. Була закладена можливість при необхідності прилучити до операції додатково 6 берегових батарей калібру 100—180 мм, виділялася чергова ескадрилья літаків флоту.
Загальне керівництво операцією здійснював командир 12-ї окремої бригади морської піхоти полковник В. В. Рассохін.
Для проведення операції керівництво Північного флоту виділяло 3 патрульні катери, 3 катери-мінувальники, 3 катери — «малі мисливці», долучалися і 5 десантних ботів, виставлявся корабельний дозор; вихідним пунктом визначалася бухта Ейна на півострові Рибачий.

## Перебіг операції
7 вересня зведений загін зосереджений в Майнаволоку біля губи Зубовська; 8 та 9 вересня загін завершував підготування на місцевосці схожою з місцем десантування.
Висадка десанту була здійснена у ніч на 11 вересня 1942 року — завантажилося 372 бійці — та відбулася непомітно для противника; о 4:30 ранку обидві групи з'єдналися у запланованому районі та атакували німецький опорний пункт.
До 8-ї години ранку німецьке укріплення було цілком ліквідоване, всі три споруди захоплені, їх споруди підірвані, під прикриттям артилерійського вогню берегових батарей десант повернувся в губу Ейна.
При поверненні один катер отримав незначні ушкодження на зворотньому шляху, вдарившись у каміння.
Пр радянських джерелах, в тому бою було вбито 180 німецьких вояків та старшин, 9 полонено, у тому числі командир батареї. Діями десанту на Пікшуєві було зруйновано 13 дзотів, 10 землянок, 8 складів, 6 дотів, знищено 10 мінометів та 4 гармати, електростанція, обладнання метеорологічної станції. Радянські втрати склали 24 людей вбитими та померлими від поранень, 37 пораненими.
Одним із досягнень десанту було отримання даних про систему німецької оборони, котра в подальшому використовувалася у бойових діях та при організації безпечного судноплавства в Мотовській затоці.